# 国際協同組合年
国際協同組合年（こくさいきょうどうくみあいねん、英: International Year of Cooperatives、略称：IYC）とは、国際連合が指定した国際年の一つである。

## 概要
協同組合の持つ社会的役割を重視し、協同組合の認知度の向上、協同組合の設立や発展の促進およびそのための政策の実行を政府や関係機関に働き掛けることを目的とする。

## 国際協同組合年とする国連総会宣言
国際連合は2009年12月に開催された国際連合総会において、2012年を国際協同組合年とすることを宣言した。

## スローガン
2010年11月に国連本部で国際協同組合年におけるスローガンが「Co-operative enterprises build a better world」と決定したことを受けて、その和訳を「協同組合がよりよい社会を築きます」とされた。

## 国際協同組合年での取り組み
- 日本国外
2011年10月31日にニューヨークで開催された国連総会で、国際協同組合年の開始イベントが実施された。

- 日本